# Савранська волость
Савранська волость — історична адміністративно-територіальна одиниця Балтського повіту Подільської губернії Російської імперії. Волосний центр — містечко Саврань.
Станом на 1885 рік складалася з 24 поселень, 9 сільських громад. Населення — 13376 осіб (6590 чоловічої статі та 6786 — жіночої), 2187 дворових господарств.
|                     | Площа, десятин | У тому числі орної, дес. |
| ------------------- | -------------- | ------------------------ |
| Сільських громад    | 21877          | 12504                    |
| Приватної власності | 2168           | 1664                     |
| Казенної власності  | 6478           | 250                      |
| Іншої власності     | 516            | 416                      |
| Загалом             | 31039          | 14834                    |

Поселення:
- Саврань — містечко, колишнє військове поселення, при р. Бог та Савранка, дворів 586, мешканців 4256 (1893 р.); волосне правління (відстань до повітового міста 45 верст), церква православна (5-й благочинний округ), синагога[2], 3 молитовних будинки, поштово-телеграфне відділення[3], школа, аптека[3][4], лікарня[3], 6 постоялих дворів, 19 постоялих будинків, 59 лавок, базар, водяний млин.

За переписом 1897 року кількість мешканців становила 5887 осіб (2863 чоловічої статі та 3024 — жіночої), з яких 2660 — православної віри, 3198 — юдейської.
- Кам'янувата — село, колишнє військове поселення, при р. Єланцю, дворів 287, мешканців 1690; церква православна, школа, 3 водяних млина.

За переписом 1897 року кількість мешканців становила 2517 осіб (1249 чоловічої статі та 1268 — жіночої), з яких 2441 — православної віри
- Криштифівка (Криштопіль, Андріївка)

- Осички — село, колишнє військове поселення, при р. Єланцю та р. Савранка, дворів 262, мешканців 1317; 2 церкви православні (в т.ч. одна у Станіславчику), школа, постоялий будинок, водяний млин.

За переписом 1897 року кількість мешканців становила 2067 осіб (1035 чоловічої статі та 1032 — жіночої), з яких 2061 — православної віри
- Станіславчик
- Бенівка (Беньовка)

- Концеба — село, колишнє військове поселення, при р. Савранка, дворів 511, мешканців 2500; 2 церкви православні, школа, 3 водяних млина.

За переписом 1897 року кількість мешканців становила 3756 осіб (1888 чоловічої статі та 1868 — жіночої), з яких 3715 — православної віри
- Байбузівка — село, колишнє військове поселення, при р. Савранка, дворів 256, мешканців 1869; церква православна, школа, постоялий будинок, 2 водяних млина.

За переписом 1897 року кількість мешканців становила 2160 осіб (1086 чоловічої статі та 1074 — жіночої), з яких 2134 — православної віри
- Вільшанка — село, колишнє військове поселення, при р. Бог, дворів 169, мешканців 930; церква православна, школа, постоялий будинок.

За переписом 1897 року кількість мешканців становила 1289 осіб (629 чоловічої статі та 660 — жіночої), з яких 1270 — православної віри
- Слюсареве — село, колишнє військове поселення, дворів 87, мешканців 433; церква православна, постоялий будинок.
  - Ксьондзівський — хутір (селище) лісників 48°05′19″ пн. ш. 30°09′48″ сх. д. / 48.08861° пн. ш. 30.16333° сх. д.
- Полянецьке — село, колишнє військове поселення, дворів 267, мешканців 1377; церква православна, школа, 7 вітряних млинів.

За переписом 1897 року кількість мешканців становила 2161 особи (1082 чоловічої статі та 1079 — жіночої), з яких 2130 — православної віри
- Глибочок — село колишнє власницьке, дворів 23, мешканців 136; церква православна.
  - Острівка (Нова Острівка)
  - Турундівка